# All Ireland Cup 2021-22
La All Ireland Cup 2021-22 fue la 33.ª edición de la Copa nacional de rugby de la Isla de Irlanda.

## Participantes
| Liga                        | Ganador                 |
| --------------------------- | ----------------------- |
| Connacht Senior Cup 2021-22 | Ballina RFC             |
| Ulster Senior Cup 2021-22   | City of Armagh RFC      |
| Leinster Senior Cup 2021-22 | Lansdowne Football Club |
| Munster Senior Cup 2021-22  | Young Munster           |

### Semifinal
| 8 de enero de 2022 | Ballina RFC | 7 - 22 | Lansdowne Football Club |  |  |

| 8 de enero de 2022 | City of Armagh RFC | W/O | Young Munster |  |  |

### Final
| 12 de febrero de 2022 | Lansdowne Football Club | 46 - 13 | Young Munster |  |  |

| Bandera de Irlanda              |
| Campeón Lansdowne Football Club |
| Séptimo título                  |